# Sorbais
Sorbais és un municipi francès al departament de l'Aisne (regió dels Alts de França). L'any 2007 tenia 276 habitants.

## Demografia

### Població
El 2007 la població de fet de Sorbais era de 276 persones. Hi havia 112 famílies de les quals 32 eren unipersonals (16 homes vivint sols i 16 dones vivint soles), 28 parelles sense fills, 48 parelles amb fills i 4 famílies monoparentals amb fills.
La població ha evolucionat segons el següent gràfic:
Habitants censats

### Habitatges
El 2007 hi havia 149 habitatges, 113 eren l'habitatge principal de la família, 28 eren segones residències i 9 estaven desocupats. Tots els 146 habitatges eren cases. Dels 113 habitatges principals, 98 estaven ocupats pels seus propietaris, 9 estaven llogats i ocupats pels llogaters i 6 estaven cedits a títol gratuït; 2 tenien una cambra, 9 en tenien dues, 17 en tenien tres, 31 en tenien quatre i 53 en tenien cinc o més. 91 habitatges disposaven pel capbaix d'una plaça de pàrquing. A 47 habitatges hi havia un automòbil i a 46 n'hi havia dos o més.

### Piràmide de població
La piràmide de població per edats i sexe el 2009 era:
| Homes | Edats   | Dones |
| ----- | ------- | ----- |
| 0     | 95 o +  | 0     |
| 0     | 90 a 94 | 0     |
| 0     | 85 a 89 | 4     |
| 0     | 80 a 84 | 0     |
| 8     | 75 a 79 | 12    |
| 12    | 70 a 74 | 12    |
| 8     | 65 a 69 | 8     |
| 0     | 60 a 64 | 16    |
| 12    | 55 a 59 | 4     |
| 20    | 50 a 54 | 8     |
| 16    | 45 a 49 | 16    |
| 0     | 40 a 44 | 12    |
| 8     | 35 a 39 | 0     |
| 8     | 30 a 34 | 4     |
| 4     | 25 a 29 | 4     |
| 4     | 20 a 24 | 8     |
| 4     | 15 a 19 | 4     |
| 8     | 10 a 14 | 8     |
| 8     | 5 a 9   | 0     |
| 0     | 0 a 4   | 0     |

## Economia
El 2007 la població en edat de treballar era de 180 persones, 129 eren actives i 51 eren inactives. De les 129 persones actives 119 estaven ocupades (62 homes i 57 dones) i 10 estaven aturades (7 homes i 3 dones). De les 51 persones inactives 24 estaven jubilades, 13 estaven estudiant i 14 estaven classificades com a «altres inactius».

### Ingressos
El 2009 a Sorbais hi havia 105 unitats fiscals que integraven 261 persones, la mediana anual d'ingressos fiscals per persona era de 14.931 €.

### Activitats econòmiques
Dels 8 establiments que hi havia el 2007, 4 eren d'empreses de construcció, 1 d'una empresa de comerç i reparació d'automòbils, 1 d'una empresa d'hostatgeria i restauració, 1 d'una empresa immobiliària i 1 d'una empresa classificada com a «altres activitats de serveis».
Els 4 serveis als particulars que hi havia el 2009 eren paletes.
L'any 2000 a Sorbais hi havia 27 explotacions agrícoles que ocupaven un total de 855 hectàrees.

## Poblacions properes
El següent diagrama mostra les poblacions més properes.